# Mellensee
Mellensee è una frazione del comune tedesco di Am Mellensee, nel Land del Brandeburgo.